# Mal Pasar
Mal Pasar es una banda punk-rock argentina formada a mediados de los 90 con "Carlos Sassone" en bajo y voz, "Sebastián García" y "Marcos Cassettari" en las guitarras, "Damián Sassone" en batería.

## Historia
En diciembre de 1996 graban su primer álbum, “Soy La Violencia, Tu Me Has Creado”, que cuenta con 21 canciones acerca de la realidad social de los trabajadores y la gente en general, también expresan su repudio la dictadura militar argentina. El disco sale a la calle en febrero de 1997 bajo el sello Sopa Fría Discos.
Ese mismo año Fernando Álvarez reemplaza a Gonzalo "pitu" García en la guitarra. La banda presentó su trabajo en Capital, Gran Buenos Aires y el interior del país.
Durante el invierno del año 2000 la banda se internó en los estudios El Zoológico para registrar lo que luego se convertiría en "Tóxico". El disco fue grabado y mezclado por el ingeniero de sonido Augusto Milharcic. La edición estuvo a cargo del sello español Discos Suicidas a principios del año 2001 tanto en Argentina como en México y España. Cuenta con 15 canciones, más una "pista escondida" de contenido muy metafórico y poético, sin dejar de lado, la ideología del primer CD.
En el año 2002 el sello español Desobediencia Records invitó a Mal Pasar a participar en el compilado LOS 100 DE TIPO junto a bandas de habla hispana de todas partes del mundo como La Polla Records, Ataque 77, Reincidentes, Soziedad Alkohólika, Extremoduro, etc. La canción elegida para formar parte de dicho compilado fue Motivos, del segundo trabajo de la banda.
En 2005 Mal Pasar edita de manera independiente su tercer disco de estudio: MAL PASAR, un disco homónimo grabado y mezclado por sus guitarristas Fernando y Mariano y masterizado por el reconocido ingeniero de sonido Eduardo Bergallo en los estudios Mr. Master
El nuevo material cuenta con 14 potentes canciones que mezclan la rabia del primer disco con la poesía del segundo.
Mal Pasar ha grabado un videoclip, dirigido por Santiago Ortega Bianchi, de la canción "El Dolor", un track de su último LP, Mal Pasar, el cual aparecería en OK! ACCION! El primer volumen donde esta recopilación de videoclips de bandas (Este proyecto fue hecho por Pinhead Récords)
En 2008, graban un EP, llamado Tiempo de Resistir que cuenta con 6 temas. Grabado y mezclado por Mariano Winitzky en los estudios Del Nuevo Día, y masterizado por Mario Breuer. La edición estuvo a cargo del sello independiente Pinhead Records.
Arranca el año 2009 y llega el momento de “Música Envasada”. Un disco que transmite la madurez musical y artística que el grupo fue logrando con el correr de los años. La misma energía de siempre y una banda que crece y crece a pasos firmes. Compuesto por 14 canciones que mezclan la distorsión con el agregado de instrumentos de cuerda, piano y guitarras acústicas; más la participación de invitados de lujo, amigos de la banda como Eduardo Graziadei (Cadena Perpetua) y Pablo Clavijo (Karamelo Santo). Editado por el sello independiente Pinhead Records. Grabado y mezclado en los estudios “Del Nuevo Día” por Mariano Winitzky y Fernando Álvarez, y masterizado por el reconocido ingeniero de audio Eduardo Bergallo en "Puro Mastering".
Durante el año 2010 la banda realiza una gira por Buenos Aires, Rosario, Córdoba, Montevideo (Uruguay) y Santiago (Chile), junto a la banda Gatillazo.
Ya cerrando ese mismo año se incorpora Marcos Cassettari en la guitarra en reemplazo de Fer Álvarez, y Carlos Sassone se hace cargo de la voz en reemplazo de Pablo Cono, transformándose en un cuarteto luego de tantos años con la clásica formación de 5.
En 2012, ya con la nueva formación, nuevamente editados por el sello independiente Pinhead Records, sale a la venta "La Conquista Del Pan", material que sorprende al estar editado en formato Libro-Disco. 19 canciones a pura rabia, que detallan la vida de Martín, un militante revolucionario.
Las canciones de este disco están construidas de modo conceptual para narrar la historia de este luchador, quien atraviesa la cárcel, el amor, los excesos, el trabajo y la vida en sociedad.
En el año 2015, lanzan el álbum "Vacaciones en el Cementerio" el cual tiene el mismo logo que unos de los próximos álbumes, Finalmente, en 2017, están en vivo del álbum "Inoxidable" este también trae lata, por recuerdo,y en el año 2019 se lanza el álbum "Caída Libre" "La Cura", "Contigo" Y "Empezar de Cero"

## Discografía
- Soy La Violencia, Tu Me Has Creado
- Tóxico (2001)
- Mal Pasar (2005)
- Tiempo de Resistir (2008)
- Música Envasada (2009)
- La Conquista Del Pan (2012)
- Vacaciones en el Cementerio (2015)
- Inoxidable en vivo (2017)
- Caída libre (2019)
- La última batalla (2023)